# Шенанс
Шенанс (фр. Chénens) — громада  в Швейцарії в кантоні Фрібур, округ Сарін.

## Географія
Громада розташована на відстані близько 45 км на південний захід від Берна, 14 км на південний захід від Фрібура.
Шенанс має площу 3,9 км², з яких на 10,2% дозволяється будівництво (житлове та будівництво доріг), 67,3% використовуються в сільськогосподарських цілях, 22,6% зайнято лісами, 0% не є продуктивними (річки, льодовики або гори).

## Демографія
2019 року в громаді мешкало 842 особи (+28% порівняно з 2010 роком), іноземців було 17,1%. Густота населення становила 214 осіб/км².
За віковим діапазоном населення розподілялося таким чином: 27% — особи молодші 20 років, 62,2% — особи у віці 20—64 років, 10,8% — особи у віці 65 років та старші. Було 307 помешкань (у середньому 2,7 особи в помешканні).
Із загальної кількості 219 працюючих 17 було зайнятих в первинному секторі, 107 — в обробній промисловості, 95 — в галузі послуг.